# Jiah Khan

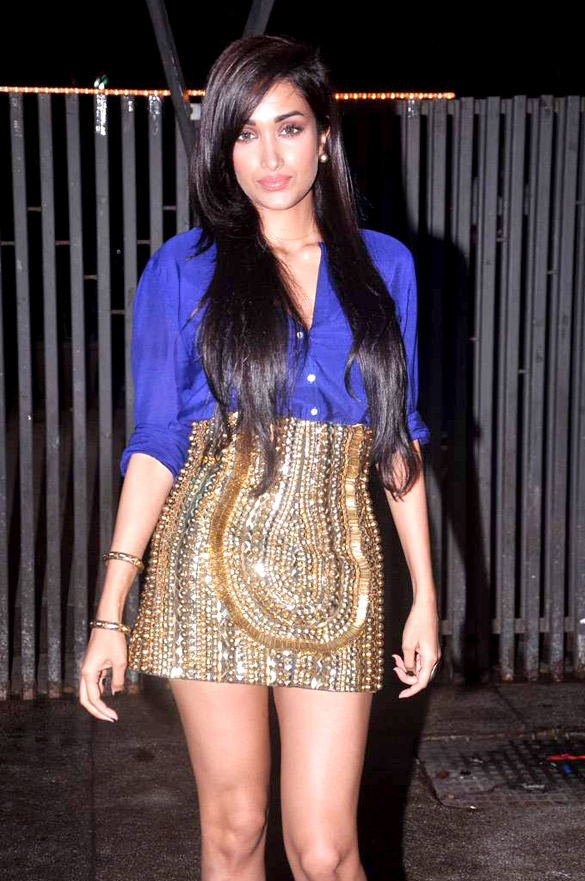
Jiah Khan (2012)

Jiah Khan (Hindi जिया ख़ान; * 20. Februar 1988 als Nafisa Khan in New York City; † 3. Juni 2013 in Mumbai, Indien) war eine indische Schauspielerin.
Khan wurde in New York geboren und wuchs in London auf. 
Sie gab ihr Bollywood-Filmdebüt 2007 in der weiblichen Hauptrolle in Ram Gopal Varmas Filmdrama Nishabd, einer Filmadaption von Vladimir Nabokovs Roman Lolita. Es folgte eine Rolle in dem Actionfilm Ghajini (2008) an der Seite von Aamir Khan sowie 2010 eine Nebenrolle in der Komödie Housefull mit Akshay Kumar.
2010 sollte sie die Hauptrolle in dem Film Chance Pe Dance – Tanz um dein Glück übernehmen, wurde aber während der Dreharbeiten entlassen. Ihre Rolle übernahm Genelia D’Souza.
Am 3. Juni 2013 wurde Jiah Khan erhängt in ihrer Wohnung in Mumbai aufgefunden.

## Filmografie
- 2007: Nishabd
- 2008: Ghajini
- 2010: Housefull